# Боровлянка (приток Миасса)
Боровля́нка — левый приток реки Миасс. Малая река, протекающая в границах Мишкинского района Курганской области. Имеет длину 26 километров.
Своё начало берёт в болотах, находящихся вблизи села Шаламово Мишкинского района. Питается грунтовыми и талыми водами. На её берегах расположены сёла Шаламово и Кирово. Впадает в Миасс в 104 км от устья на высоте 85,9 м над уровнем моря.
Код объекта в государственном водном реестре — 14010501012211200003796.